# Groupe Ifri
Pour les articles homonymes, voir IFRI.
 (juin 2023).
Si vous disposez d'ouvrages ou d'articles de référence ou si vous connaissez des sites web de qualité traitant du thème abordé ici, merci de compléter l'article en donnant les références utiles à sa vérifiabilité et en les liant à la section « Notes et références ».
Le Groupe Ifri est un groupe familial algérien de l'industrie agroalimentaire, l'emballage et la logistique créé en 1996 à Ouzellaguen en Algérie.
Les produits du groupe comprennent de l'eau en bouteille, des boisons diverses, de l'huile d'olive.

## Source
Sa source provient du village d'Ifri, à 50 km à l'Ouest de la ville de Béjaïa et à 150 km à l'Est d'Alger.

## Production et distribution
L'entreprise commercialise une cinquantaine de produits : eau minérale plate, gazéifiée et aromatisée[réf. nécessaire], sodas Ifri Gazouz par exemple au citron, cocktails, huiles végétales,[réf. nécessaire] ainsi que des jus Ifruit, et des boissons énergétiques Azro et énergisantes Izem Energy.

Logo de Numidia, la marque de l'huile d'olive.

En 1996, Ibrahim et fils est l'une des premières sociétés à utiliser du polytéréphtalate d'éthylène (PET) en Algérie. En 1996, 20 millions de bouteilles ont été commercialisées en Algérie, en 1999, c'est 48 millions d'unités[réf. nécessaire].
En plus du marché algérien, Ifri exporte ses produits vers le Maroc, la France, l'Angleterre, l'Espagne, l'Italie, l'Allemagne, la Belgique, le Luxembourg, les États-Unis, le Soudan, le Mali, le Niger et les Émirats arabes unis[réf. nécessaire].
En août 2021, pendant une vague de contamination au Covid-19, le groupe Ifri annonce l'acquisition et la donation de 1 200 concentrateurs d'oxygène aux centres de soins algériens.

## Filiales
Les filiales du groupe Ifri sont :
- Ibrahim & fils – Ifri, spécialisée dans la

production d'eau minérale et boissons diverses.
- Général Plast, spécialisée dans la production de préformes en PET et des bouchons en PEHD.

- Béjaïa logistique, spécialisée dans le transport et la logistique.

- Huileries Ouzellaguen, spécialisée dans la production de l'huile d'olive.